# トータルテンボスのGIRIGIRIアウト!しばらくおまちください
『トータルテンボスのGIRIGIRIアウト!しばらくおまちください』（トータルテンボスのギリギリアウト! - ）は、NTTドコモのスマートフォン向けマルチメディア放送サービスNOTTVで、土曜日0:00-2:00(金曜深夜) NOTTV2にて放送されていた番組である。

## 概要
- MCのトータルテンボス、3代目アシスタントの谷岡恵里子に「ギリッ娘（ぎりっこ）」と番組内で呼ばれるグラビアアイドルたちが出演する。歴代アシスタント：榎本麗美
- 内容の過激さから、2012年10月5日放送分からR-18指定番組になる。
- 2014年9月26日の放送をもって終了。
- 2020年10月30日より「トータルテンボスのGIRIGIRIアウト ハンパねぇお色気ナイト」としてCSスカパー・刺激ストロングチャンネルにて約8年ぶりに期間限定復活[1]。放送は毎週火曜23時、60分番組となる（初回放送のみ金曜23時[2]）。スタジオセットは変更され、コロナ感染対策として出演者間にアクリル板が置かれるなどの変更点はあるものの、ギリっ娘のユニフォームは流用された。アシスタントは松本圭世[1]。レイティング : R-15[3]。全15回[3]。第2回ゲストとして大槻ひびき。第3回に植松やすか。第5回は推川ゆうり。

## ギリッ娘
ギリッ娘は、番組内でかなり過激なチャレンジやゲームなどを行う。
- 雨宮める
- 桜木佑香
- 植松やすか
- ちぃなべ
- 白淫子
- 藤子まい
- 本多希
- モリジン
- 船橋梨子
- 須山るみ
- 黒田千里
- 鈴村りさ
- 吉沢さりぃ

生放送番組中の視聴者投票で最下位になると次回放送に出られない等厳しいルールがある為身体を張って票数をゲットしている。

### 刺激ストロングチャンネル版
- なのちゃん[1]
- 悠月アイシャ[1]
- 星仲ここみ[1]
- 新垣恋[1]
- 三吉真理子[1]
- 伊藤ニナ[1]
- 小川ひまり[1]

## コーナー
- ギリッ娘チャレンジナイトinぎろっぽん

ギリッ子たちが毎回違ったエッチなゲームに挑戦。

例）手を離しちゃダメョ〜！谷底快感地獄/高速セクシーハンド3本勝負！
- 一攫萬金！ズボっと5

番組として、ロト6を購入し、番号を決める企画（決めた翌週、結果発表として放送）
- 淫婚さんいらっしゃ〜い！！

新婚さんいらっしゃい!（テレビ朝日系列）のオマージュ企画。
毎回ガチなカップルが出演し性活についてのエピソードを報告する。
- 大人の通販

大人のセクシーグッズを紹介する。紹介をする秋葉原「ラブメルシー」の広報の方が人気。
- ギリギリセクシー予備校

AV女優などをゲストに迎え、ギリッ子がテクニックを学ぶ
- 素人イクイク生ボイス

- フェチコレクション

### 刺激ストロングチャンネル版
- 断パンツ式
- お着換えタイム
- トリプルマンパッチン
- ギリギリ!おまたでグレープフルーツ絞り
- 万歩計を淫らにフリフリ！おまんぽ体育祭！[3]
- イヤン恥ずかし!ジャングルキャチャー[3]
- とびっこ戦車がオマタに突撃！電マDEAD　or　ALIVE[3]
- アソコでアクリル板に書いた文字はなんじゃろな?[3]
- ギリギリ!リンボーダンスコマーシャル[3]　※「リンボーCM」とも表記された。
- 全集中で当たっているモノを予測せよ！痴滅の刃～有限尻攻め編＆乳こすり上半身編～
- スベったら昇天!ギリギリ大喜利（GIRI）
- ギリギリ!夜のカリ騒ぎ!　※ひな壇エロトーク合戦
- ボディを貫通!どスケベ性感トンネル
- 性感帯を電マ角でツンツン　突撃!ドスケベバッファロー
- オマタで作成！エロ年賀状早作りバトル
- 動きに合わせて喘ぎまくれ!オナホにアテレコ女王決定戦![3]
- マタに触れたの何だろな!?ドスケベゴースト
- オマタでシュポシュポ!クイズ性感トンネル
- ギリギリ学園共通テスト
- 仲間外れは即電マ　スケベな心であわせまSHOW
- エロい真実はいつもひとつ!揉み探偵コンナン
- 触られたのは何秒だ!?イヤンイヤンチカウント予想バトル
- 水着の文字を読まれたらアウト!泡姫消し消し![3]

## スタッフ

### 制作協力
- u-field

### 制作著作
- トップ・パートナーズ